# ネイサン・コーベット
ネイサン・コーベット（Nathan Corbett、1979年10月23日 - ）は、ニュージーランド出身の男性キックボクサー。ハミルトン出身。ファイブリングス・ドージョー所属。元WBCムエタイ世界クルーザー級王者。元WMC世界スーパーライトヘビー級王者。元WMC世界クルーザー級王者。

## 来歴
2002年7月7日、SHOOT BOXING WORLD TOURNAMENT S-cup 2002でYU IKEDAと対戦し、右ストレートでKO勝ち。
2004年9月19日、SHOOT BOXING WORLD TOURNAMENT S-cup 2004でニルソン・デ・カストロと対戦し、2Rに3度のダウンを奪いTKO勝ち。
2005年6月25日、XPLOSION 10でマゴメド・マゴメドフに判定勝ちし、WMC世界86kg級王座を獲得。
2005年9月9日、XPLOSION 11でカク・ユンソブにKO勝ちし、IMF世界ライトヘビー級王座を獲得。
2005年12月10日、XPLOSION 12でマグナム酒井にKO勝ちし、WBCムエタイ世界クルーザー級王座を獲得。
2006年3月18日、XPLOSION 13のメインイベントでスティーブ・マッキノンと対戦予定であったが、興行の途中で観客が発砲する騒ぎが発生し、試合は中止となった。
2006年5月13日、MARSでアレックス・ロバーツと無差別級契約で対戦し、序盤から圧倒していたが、2Rに右ハイキックで番狂わせの逆転KO負け。
2007年5月19日、K-1 Scandinavia Rumble of the Kings 2007で優勝を果たした。
2007年6月22日、XPLOSION 16でガオグライ・ゲーンノラシンと対戦し、KO勝ち。
2007年12月8日、XPLOSION 17でレカイ・セリックと対戦し、TKO勝ち。WMC世界86kg級王座の防衛に成功した。
2009年6月26日、ジャマイカで開催された「Champions of Champions 2」のメインイベントでタイロン・スポーンと対戦。この大会は全試合ムエタイルールで行われていたが、スポーン側の強い要望によってこの試合だけがK-1ルールで行われた。この試合で、2Rに先制のダウンを奪われるが、3Rに強烈な右フックでダウンを奪い返し、スポーンがふらつきながら立ち上がるもレフェリーがコーベットのKO勝ちを宣告したところでレフェリーストップに気付かなかったコーベットがパンチで追撃したため、無効試合となった。試合後、コーベットはスポーンと観客に謝罪した。

## 戦績
| キックボクシング 戦績 | キックボクシング 戦績 | キックボクシング 戦績 | キックボクシング 戦績 | キックボクシング 戦績 | キックボクシング 戦績 | キックボクシング 戦績 |
| --------------------- | --------------------- | --------------------- | --------------------- | --------------------- | --------------------- | --------------------- |
| 55 試合               | (T)KO                 | 判定                  | その他                | 引き分け              | 無効試合              |                       |
| 51 勝                 | 39                    | 9                     | 0                     | 0                     | 1                     |                       |
| 3 敗                  | 1                     | 1                     | 1                     | 0                     | 1                     |                       |

| 勝敗 | 対戦相手                   | 試合結果                               | 大会名                                                                      | 開催年月日     |
| ○    | フランク・ムノフ           | 3R KO                                  | Evolution 22                                                                | 2010年11月27日 |
| ○    | パベル・ズラフリオフ       | 4R KO                                  | Domination 5                                                                | 2010年9月19日  |
| ○    | セドリック・コンガイカ     | 3R終了 判定                            | Last Man Standing 2, semi final 【1回戦】                                   | 2010年6月9日   |
| ○    | ツォー・フープマン         | 3R終了 判定                            | Last Man Standing 2, semi final 【準決勝】                                  | 2010年6月9日   |
| ○    | シェイン・ティルヤード     | 2R 1:32 TKO（レフェリーストップ）      | Last Man Standing 2, semi final 【1回戦】                                   | 2010年6月9日   |
| ○    | マイケル・アンドレード     | 2R KO                                  | XPLOSION SUPER FIGHT 19                                                     | 2009年8月8日   |
| －   | タイロン・スポーン         | 3R 無効試合                            | Champions of Champions 2                                                    | 2009年6月26日  |
| ○    | シニサ・アンドリヤセビッチ | 1R TKO（膝蹴り）                       | Brute Force 11 【WIPU King of the Ring世界タイトルマッチ】                  | 2009年5月29日  |
| ○    | Emmanuelle Payet           | 2R TKO（ローキック）                   | Evolution 16                                                                | 2009年4月4日   |
| ○    | Tony Angelov               | 2R 1:41 KO（左フック）                 | Evolution 15: The Contender Qualifier                                       | 2008年12月6日  |
| ○    | Weehart Sor Virapon        | 2R KO                                  | Evolution 14: The Contenders                                                | 2008年9月4日   |
| ○    | Leonard Sitpholek          | 3R TKO                                 | Evolution 13: Carnival of Carnage                                           | 2008年4月26日  |
| ○    | Meik Sbrzesny              | 1R TKO（肘負傷）                       | XPLOSION SUPER FIGHT 18                                                     | 2008年3月30日  |
| ○    | レカイ・セリック           | 1R 2:59 TKO（戦意喪失）                | XPLOSION SUPER FIGHT 17 【WMC世界86kg級タイトルマッチ】                     | 2007年12月8日  |
| ○    | Eric Angkor Sitpholek      | 3R 2:01 KO                             | Evolution 11                                                                | 2007年9月1日   |
| ○    | ガオグライ・ゲーンノラシン | 2R 2:58 KO（パンチ連打）               | XPLOSION SUPER FIGHT 16                                                     | 2007年6月22日  |
| ○    | アーシュイン・バルラック   | 3R終了 判定3-0                         | K-1 Scandinavia Rumble of the Kings 2007 【決勝】                           | 2007年5月19日  |
| ○    | テオドール・サリエフ       | 3R終了 判定3-0                         | K-1 Scandinavia Rumble of the Kings 2007 【準決勝】                         | 2007年5月19日  |
| ○    | アゼム・マクスタイ         | 2R 2:40 TKO                            | K-1 Scandinavia Rumble of the Kings 2007 【1回戦】                          | 2007年5月19日  |
| ○    | クリフトン・ブラウン       | 2R TKO                                 | XPLOSION SUPER FIGHT 15 - Macao                                             | 2006年11月11日 |
| ○    | スティーブ・マッキノン     | 4R TKO                                 | XPLOSION SUPER FIGHT 14 - Sydney                                            | 2006年8月18日  |
| ×    | アレックス・ロバーツ       | 2R 1:51 KO（右ハイキック）             | MARS WORLD FIGHTING GP in 幕張                                              | 2006年5月13日  |
| ○    | マグナム酒井               | 3R KO                                  | XPLOSION SUPER FIGHT 12 【WBCムエタイ世界クルーザー級王者決定戦】           | 2005年12月10日 |
| ○    | カク・ユンソブ             | 1R KO（膝蹴り）                        | XPLOSION SUPER FIGHT 11 - HONG KONG 【IMF世界ライトヘビー級タイトルマッチ】 | 2005年9月9日   |
| ×    | 内田ノボル                 | 1R 1:29 反則（倒れた相手へのキック）   | 新日本キックボクシング協会「TITANS 2nd」                                    | 2005年8月22日  |
| ○    | マゴメド・マゴメドフ       | 5R終了 判定                            | XPLOSION 10 - WMC World Title Match 【WMC世界86kg級タイトルマッチ】         | 2005年6月25日  |
| ○    | Kiattisak Hemkajit         | 2R TKO                                 | XPLOSION 9                                                                  | 2005年4月15日  |
| ○    | 富平辰文                   | 3R終了 判定                            | XPLOSION SUPER FIGHT 2004 〜K-1 CHALLENGE〜                                 | 2004年12月18日 |
| ○    | イ・ミョンジュ             | 3R 1:25 TKO（タオル投入）              | 新日本キックボクシング協会「TITANS 1st」                                    | 2004年11月6日  |
| ○    | ニルソン・デ・カストロ     | 2R 1:53 TKO（3ノックダウン：左フック） | SHOOT BOXING WORLD TOURNAMENT S-cup 2004                                    | 2004年9月19日  |
| ○    | マゴメド・マゴメドフ       | 5R終了 判定                            | WMC World Title in Hong Kong                                                | 2004年5月16日  |
| ○    | Clifton Brown              | 1R 2:54 KO（肘打ち）                   | Xplosion Super Fight Vol. 5 【WMC世界82kg級タイトルマッチ】                 | 2003年12月16日 |
| ○    | 伊賀弘治                   | 2R 0:57 KO（左フック）                 | シュートボクシング「"S" of the world Vol.3」                                | 2003年6月1日   |
| ○    | ダレン・カルビック         | 4R KO                                  | XPLOSION 4 - Shootboxing vs Muay Thai 3 【シュートボクシングルール】        | 2003年4月27日  |
| ○    | 伊賀弘治                   | 4R TKO                                 | XPLOSION 3 - KINGS OF CHAMPIONS                                             | 2002年12月15日 |
| ○    | YU IKEDA                   | 2R 1:07 KO（右ストレート）             | SHOOT BOXING WORLD TOURNAMENT S-cup 2002                                    | 2002年7月7日   |
| ×    | ポール・スロウィンスキー   | 3R終了 判定                            | Light Heavyweight Super 8                                                   | 2001年5月12日  |

## 獲得タイトル
- WMC南太平洋王座
- IMF世界ライトヘビー級王座（0度防衛）
- WMC世界スーパーライトヘビー級王座（1度防衛）
- WMC世界クルーザー級王座（2度防衛）
- 初代WBCムエタイ世界クルーザー級王座（1度防衛）
- K-1 Scandinavia Rumble of the Kings 2007 優勝
- WIPU King of the Ring世界王座